# جورج ويلبر بيك
جورج ويلبر بيك (بالإنجليزية: George Wilbur Peck) هو مُحرِّر وسياسي أمريكي، ولد في 28 سبتمبر 1840 في هيندرسون في الولايات المتحدة، وتوفي في 16 أبريل 1916 في ميلواكي في الولايات المتحدة. حزبياً، نشط في الحزب الديمقراطي. وقد انتخب حاكم ولاية ويسكونسن ‏ (5 يناير 1891 – 7 يناير 1895).

## روابط خارجية
- جورج ويلبر بيك على موقع IMDb (الإنجليزية)